# Оранж 20
«Оранж 20» (HK Orange 20) — профессиональный хоккейный клуб, состоящий из игроков, представляющих молодёжную сборную Словакии. Клуб базируется в Братиславе. Выступает в Словацкой экстралиге. Домашняя арена — Зимний стадион имени Ондрея Непелы — вмещает 10 115 зрителей.

## История
ХК «Оранж 20» был создан в 2007 году по инициативе Федерации хоккея Словакии, а именно её вице-президента Яна Филка, который был недоволен выступлениями молодёжной сборной на международной арене. Своё нынешнее название клуб получил в 2008 году. До 2012 года клуб выступал в городе Пухов на местном Зимнем стадионе — вместимостью 2 500 зрителей.